# Eberardo Villalobos
Eberardo Villalobos Schad (1908. április 1. – 1964. június 26.), chilei válogatott labdarúgó.
A chilei válogatott tagjaként részt vett az 1930-as világbajnokságon.

## Külső hivatkozások
- Eberardo Villalobos a FIFA.com honlapján Archiválva 2015. február 6-i dátummal a Wayback Machine-ben